# Tricentrus pronus
Tricentrus pronus är en insektsart som beskrevs av William Lucas Distant. Tricentrus pronus ingår i släktet Tricentrus och familjen hornstritar. Inga underarter finns listade i Catalogue of Life.